# Штокалко Павло Лукич
Отець Штокалко Павло Лукич (15 серпня 1879, с. Войсковичі, нині Войславичі Сокальського району Львівської області — 30 вересня 1945, с. Козівка, нині Козівського району Тернопільської області) — український письменник, греко-католицький священник, релігійний діяч. Батько Зиновія Бережана.

## Життєпис
Закінчив у місті Львів гімназію, теологічний факультет Львівського університету (1905). Того ж року рукопокладений у сан священика.
Душпастирював у містах Броди, Буськ (обидва нині — Львівської області), Львів. 1918–1944 — у селі Кальне (нині Козівського) та селі Котів (нині Бережанського районів).
Декан Козлівського деканату УГКЦ. Крилошанин Львівської капітули.

## Творчість
Автор збірок поезій релігійної тематики:
- «Голгофа» (1904),
- «Радуйся, ся Маріє» (1904),[1]
- «Цьвіти Марії» (1906)[2]
- «Із днів Месії» (1908),[3]

- «На струнах гуслий, або Давидові псалми» (1927),
- «Вінець святих» (1937)

Автор байок («Шпак і горобець», «Бузько і жаби»), історичних оповідань для дітей («В татарській неволі», "Смерть Мстислава Удатного), п'єс («У вечір святого Николая», «Вифлеємський вертеп»), дидактичних творів невеликих белетристичних форм тощо.
Опубліковано художні твори в журналах, «Католицкий Всхід», «Молода Україна», «Наш Приятель», «Світ Дитини».
Переклав «Божественну комедію» Данте (3 кн.).
Також займався живописом.